# Risoluzione di un'equazione
In matematica, per risolvere un'equazione si intende la ricerca degli elementi (numeri, funzioni, insieme, ecc.) che soddisfino la rispettiva equazione (due espressioni unite da un'uguaglianza). Queste espressioni contengono una o più incognite, che sono variabili libere per le quali sono cercati i valori che fanno sì che la condizione espressa dall'equazione sia soddisfatta. Per essere precisi, di solito si intende che questi valori non sono necessariamente valori reali, ma, in realtà, spesso sono espressioni matematiche. Una soluzione dell'equazione è un'assegnazione di espressioni alle incognite che soddisfi l'equazione, in altre parole, quando questi risultati vengono sostituiti alle incognite, l'equazione diventa una tautologia (un'affermazione dimostrabilmente vera).
Per esempio, l'equazione 
{\displaystyle x+y=2x-1}
è risolvibile nell'incognita {\displaystyle x} da 
{\displaystyle x=y+1,}
in quanto sostituendo {\displaystyle x} con {\displaystyle y+1} l'equazione sarà {\displaystyle (y+1)+y=2(y+1)-1}, un'affermazione vera. È anche possibile prendere in considerazione la variabile {\displaystyle y}, e quindi la soluzione questa volta sarà {\displaystyle y=x-1}. Oppure {\displaystyle x} and {\displaystyle y} possono essere trattate entrambe come incognite, e in questo caso ci sono più soluzioni dell'equazione, tra cui, ad esempio, {\displaystyle (x;y)=(1;0)} (cioè {\displaystyle x=1} e {\displaystyle y=0}), {\displaystyle (x;y)=(2;1)}, ed in generale {\displaystyle (x;y)=(a+1;a)} per ogni valore possibile {\displaystyle a}.
A seconda del problema, il compito potrebbe essere quello di trovare una soluzione, o qualche soluzione, o tutte le soluzioni. L'insieme di tutte le soluzioni è detto insieme delle soluzioni. È anche possibile che l'obiettivo sia quello di trovare, tra le possibili, la soluzione migliore sotto qualche aspetto. Problemi di questo tipo sono chiamati problemi di ottimizzazione; risolvere un problema di ottimizzazione non è in genere chiamato "risoluzione di un'equazione".
Un'affermazione come "un'equazione in {\displaystyle x} e {\displaystyle y}", o "risolvere per {\displaystyle x} e {\displaystyle y}", significa che le incognite sono quelle indicate: in questo caso {\displaystyle x} e {\displaystyle y}.

## Principi di equivalenza
- Primo principio di equivalenza: data un'equazione, aggiungendo o sottraendo ad entrambi i membri uno stesso numero o una stessa espressione contenente l'incognita si ottiene un'equazione equivalente, a patto che, nel caso di aggiunta di un'espressione dipendente da un'incognita, non vengano ristrette le condizioni di esistenza.
Esempio:

{\displaystyle 4x+13=28\;;}
{\displaystyle 4x+13{\underline {+2}}=28{\underline {+2}}\;;}
{\displaystyle 4x+15=30\;}
- Regola del trasporto: data un'equazione, trasportando un termine da un membro all'altro e cambiandolo di segno si ottiene un'equazione equivalente.
Esempio:

{\displaystyle 9x^{2}=12x-4\;;}
{\displaystyle 9x^{2}-12x+4=0\;}
- Regola di cancellazione: data un'equazione, se ci sono termini uguali presenti in entrambi i membri, essi possono essere cancellati ottenendo un'equazione equivalente
Esempio:

{\displaystyle 5x^{2}+7x{\underline {-3}}=3y^{2}{\underline {-3}}\;;}
{\displaystyle 5x^{2}+7x=3y^{2}\;}
- Secondo principio di equivalenza: data un'equazione, moltiplicando o dividendo ambedue i membri per un numero diverso da zero, o per un'espressione contenente l'incognita che non si annulli qualunque sia il valore dell'incognita stessa, e che non restringa le condizioni di esistenza, si ottiene un'equazione equivalente.
Esempio:

{\displaystyle 25x^{2}-10x+1=5x-1\;;}
{\displaystyle (5x-1)^{2}=5x-1\;;}
{\displaystyle {\frac {(5x-1)^{2}}{5x-1}}={\frac {5x-1}{5x-1}}\;;}
{\displaystyle 5x-1=1\;}
- Regola del cambiamento di segno: data un'equazione, cambiando segno a tutti i termini di entrambi i membri si ottiene un'equazione equivalente.
Esempio:

{\displaystyle 4x-2x^{2}=1\;;}
{\displaystyle -(4x-2x^{2})=-(1)\;;}
{\displaystyle 2x^{2}-4x=-1\;}

## Panoramica
In un caso generale, abbiamo una situazione come:
{\displaystyle f(x_{1};...;x_{n})=c}
dove {\displaystyle c} è una costante, che ha un insieme delle soluzioni {\displaystyle S} della forma:
{\displaystyle \{(a_{1};...;a_{n})\in D^{n}|f(a_{1};...;a_{n})=c\}}
dove {\displaystyle D^{n}} è il dominio della funzione. Si noti che l'insieme delle soluzioni può avere cardinalità arbitraria. Ad esempio:
- può essere vuoto (cioè non ci sono soluzioni). L'insieme vuoto è indicato con il simbolo {\displaystyle \varnothing } oppure {\displaystyle \{\}},
- può essere un singoletto (cioè c'è esattamente una soluzione),
- può essere un insieme con un numero finito di elementi (ad esempio, ci sono 2, 7 o 101 soluzioni),
- può essere un insieme con un numero infinito di elementi (ci sono infinite soluzioni). L'infinito è indicato con il simbolo "{\displaystyle \infty }".

Ad esempio, un'espressione come:
{\displaystyle 3x+2y=21z}
può essere risolto, per prima cosa si cerca di riscriverla in modo più leggibile matematica senza però modificare l'uguaglianza ad esempio possiamo portare tutto al primo membro sottraendo {\displaystyle 21z} da entrambi i lati dell'equazione ottenendo:
{\displaystyle 3x+2y-21z=0}
In questo caso particolare non vi è solo uno soluzione dell'equazione, ma un insieme infinito di soluzioni, che può essere scritto:
{\displaystyle \{(x;y;z)|3x+2y-21z=0\}}
Una particolare soluzione è {\displaystyle x=20/3}, {\displaystyle y=11}, {\displaystyle z=2}. In realtà, questo particolare insieme di soluzioni descrive un piano in tre dimensioni, che passa per il punto {\displaystyle (20/3;11;2)}

## Insieme delle soluzioni
se l'insieme delle soluzioni è vuoto, allora non ci sono {\displaystyle x_{i}} tali che:
{\displaystyle f(x_{0};...;x_{n})=c}
diventa vera per un determinato {\displaystyle c}.
Per esempio, esaminiamo il classico caso di una variabile, data una funzione:
{\displaystyle f:\mathbb {R} ^{+}\rightarrow \mathbb {R} ;x\longmapsto x^{2}}
Consideriamo l'equazione:
{\displaystyle f(x)=-1}
L'insieme soluzione è {\displaystyle \{\}}, in quanto nessun numero reale positivo risolve l'equazione. Tuttavia nel tentativo di trovare la soluzioni per l'equazione, se si modifica la definizione della funzione, più specificamente, della funzione del dominio, siamo in grado di trovare la soluzioni a questa equazione. Quindi, se definiamo:
{\displaystyle g:\mathbb {C} \rightarrow \mathbb {C} ;x\longmapsto x^{2}}
{\displaystyle g(x)=-1}
ha una serie di soluzioni {\displaystyle \{i,-i\}}, dove {\displaystyle i} è l'unità immaginaria. Questa equazione ha esattamente due soluzioni.
Abbiamo già visto che alcuni insiemi di soluzioni sono in grado di descrivere le superfici. Per esempio, nello studio della matematica elementare, si sa che l'insieme delle soluzioni di un'equazione in forma {\displaystyle ax+by=c} con {\displaystyle a}, {\displaystyle b}, e {\displaystyle c} numeri reali a valori costanti, rappresenta una linea in uno spazio vettoriale {\displaystyle R^{2}} (cioè bidimensionale). Tuttavia, non sempre è facile rappresentare graficamente l'insiemi delle soluzioni.
Per esempio, la soluzione di un'equazione della forma {\displaystyle ax+by+cz+dw=k} (con {\displaystyle a}, {\displaystyle b}, {\displaystyle c}, {\displaystyle d}, e {\displaystyle k} valori reali costanti) è un iperpiano {\displaystyle R^{4}}.

## Metodi risolutivi
I metodi per risolvere le equazioni, in generale, dipendono dal tipo di equazione, sia il tipo di espressioni nell'equazione che il tipo di valori che possono assumere le incognite. La varietà di tipi di equazioni è vasta, tanto quando i corrispondenti metodi risolutivi. Di seguito saranno trattati solo alcuni tipi specifici, un completo esame non è possibile.
In generale, data una classe di equazioni, può accadere che non esista un metodo sistematico (algoritmo) che garantisce la soluzione. Ciò può essere dovuto ad una mancanza di conoscenze matematiche, infatti alcuni problemi sono stati risolti solo dopo secoli di sforzo. Ma questo fa riflettere anche che, in generale, tale metodo non può esistere: alcuni problemi sono noti per essere irrisolvibili da un algoritmo, come il decimo problema di Hilbert, che è stato dimostrato irrisolvibile nel 1970.
Per le diverse classi di equazioni sono stati trovati algoritmi per risolverli, alcuni dei quali sono stati attuati e inseriti in sistemi di algebra computazionale, ma spesso richiedono solo carta e penna. In altri casi, i metodi euristici conosciuti hanno spesso successo, ma non è garantito che portino al successo.

### Forza bruta, a tentativi ed errori, intuizione ispirata
Se la soluzione di un'equazione è limitata, cioè è un insieme finito (come nel caso delle equazioni in aritmetica modulare, per esempio), o può essere limitata a un numero finito di possibilità (come nel caso di alcune equazioni diofantee), l'insieme delle soluzioni può essere trovato con la forza bruta, cioè verificando tutti i possibili valori e controllando se essi risolvono l'equazione. Può succedere, però, che il numero di possibilità da considerare, anche se finito, sia così grande che una ricerca con questo metodo è praticamente impossibile; su questa difficoltà si basano alcuni metodi di crittografia.
Come con tutti i tipi di problemi, procedere per tentativi ed errori può talvolta produrre una soluzione, in particolare quando la forma di un'equazione, o la sua somiglianza ad un'altra equazione nota (già risolta), possa portare ad un'intuizione ispirata della soluzione. Se un'intuizione, quando venga testata, non porta una soluzione, lo studio del modo in cui essa non funziona può portare ad una modifica e quindi alla soluzione.

### Algebra elementare
Equazioni che coinvolgono semplici funzioni razionali o lineare, con una sola incognita appartenente al insieme dei reali, diciamo {\displaystyle x}, come:
{\displaystyle 3x+4=5x+2\,,\quad {\frac {4x+9}{3x+4}}=2\,,}
può essere risolta con metodi di algebra elementare, e applicando i principi di equivalenza.

### Sistema di equazioni lineari
I piccoli sistemi di equazioni lineari possono essere risolti con i metodi dell'algebra elementare. Per la risoluzione di sistemi di grandi dimensioni numeriche, gli algoritmi utilizzati si basano sull'algebra lineare.

### Equazioni polinomiali
I polinomi con grado minore al quinto possono essere risolte con metodi algebrici, tra cui ad esempio la formula quadratica è la più semplice. Equazioni polinomiali con un grado superiore al quinto richiedono metodi numerici (vedi sotto) o funzioni speciali come il trasporto di radicali.

### Equazioni diofantee
Nelle equazioni diofantee le soluzioni devono appartenere ai numeri interi. In alcuni casi per risolverle può essere utilizzato un approccio mediante forza bruta, come indicato sopra. In altri casi, in particolare se l'equazione è ad una incognita, è possibile risolvere l'equazione per i valori razionali dell'incognita (vedi Teorema delle radici razionali), e quindi per trovare le soluzioni dell'equazione diofantea si limita la soluzione solo ai valori interi dell'insieme delle soluzioni. Ad esempio, l'equazione polinomiale
{\displaystyle 2x^{5}-5x^{4}-x^{3}-7x^{2}+2x+3=0}
ha come soluzioni razionali {\displaystyle x=-1/2} e {\displaystyle x=3}, ma essendo un'equazione diofantea l'unica soluzione è {\displaystyle x=3}.

### Funzione inversa
Nel semplice caso di una funzione ad una variabile, per esempio, {\displaystyle f(x)}, possiamo risolvere un'equazione con la forma:
{\displaystyle f(x)=c}, con {\displaystyle c} costante
considerando che è nota la funzione inversa di {\displaystyle f}.
Infatti, data una funzione {\displaystyle f:A\rightarrow B}, la funzione inversa (indicata con {\displaystyle f^{-1}}) e determinata da {\displaystyle f^{-1}:B\rightarrow A} è funzione tale che:
{\displaystyle f^{-1}(f(x))=f^{-1}(c)=x}
Ora, se applichiamo la funzione inversa a entrambi i membri della funzione:
{\displaystyle f(x)=c}, con {\displaystyle c} costante
otteniamo
{\displaystyle f^{-1}(f(x))=f^{-1}(c)}
{\displaystyle x=f^{-1}(c)}
e abbiamo trovato la soluzione dell'equazione. Tuttavia, a seconda della funzione, la funzione inversa può essere difficile da definire, o non può essere una funzione inversa se tutti i valori dell'insieme di {\displaystyle B} (o un sottoinsieme) non hanno un solo valore in {\displaystyle A}.
Esempi di funzioni inverse includono la radice n-esima (l'inverso di {\displaystyle x^{n}}), il logaritmo (l'inverso di {\displaystyle a^{x}}), le funzioni trigonometriche inverse, e la funzione W di Lambert (l'inversa di {\displaystyle xe^{x}}).

### Fattorizzazione
Se il membro sinistro, cioè l'espressione {\displaystyle P}, di un'equazione {\displaystyle P=0} può essere fattorizzato in {\displaystyle P=QR}, l'insieme delle soluzioni originale è costituito dall'unione della soluzione dei due insiemi di equazioni {\displaystyle Q=0} e {\displaystyle R=0}.
Ad esempio, l'equazione goniometrica:
{\displaystyle \tan x+\cot x=2}
può essere riscritta in:
{\displaystyle \tan x+\cot x-2=0\,,}
che può essere fattorizzata, utilizzando l'identità {\displaystyle \tan x\cot x=1} (a condizione che i componenti siano definiti), diventando:
{\displaystyle (\tan x-1)(\cot x-1)=0\,.}
Le due equazioni {\displaystyle \tan x=1} e {\displaystyle \cot x=1} hanno l'identico insieme delle soluzioni
{\displaystyle x={\tfrac {\pi }{4}}+k\pi ,k=\cdots ,-2,-1,0,1,2,\ldots }
che è, quindi, la soluzione dell'equazione originale.

### Metodi numerici
Con equazioni più complesse in reali o numeri complessi, i metodi semplici per risolvere l'equazioni possono fallire. Spesso, si può calcolare uno zero della funzione con metodi numerici come il metodo di Newton-Raphson che, per alcune applicazioni, può essere completamente sufficiente per risolvere certi problemi.

### Serie di Taylor
Un importante studio della matematica è volto ad esaminare se sia possibile generare qualche semplice funzione per approssimare un'equazione molto complessa ad punto dato. In effetti, polinomi in una o più variabili possono essere utilizzati per approssimare in questo modo le funzioni: queste sono note come serie di Taylor.

### Equazioni matriciali
Le equazioni che coinvolgono matrici e vettori di numeri reali possono spesso essere risolte utilizzando metodi di algebra lineare.

### Equazioni differenziali
C'è un vasto elenco di metodi per risolvere vari tipi di equazioni differenziali, sia numericamente che analiticamente. Un metodo per la ricerca di soluzioni analitiche a tempo indeterminato è l'algoritmo di Risch - che purtroppo è troppo complicato per l'uso con carta e penna.